# Nekrolog 1554
Nekrolog
◄◄
| ◄
| 1550
| 1551
| 1552
| 1553
| 1554 | 1555 | 1556 | 1557 | 1558 | ► | ►►
Weitere Ereignisse | Allgemeiner Nekrolog 1554
Die Beschreibung der verstorbenen Person sollte so kurz wie möglich gehalten sein und nur deren signifikante Tätigkeit(en) enthalten.
Neue Namen ggf. auch unter dem Geburts- und Sterbedatum, also etwa unter 1. Januar und im Geburts- und Sterbejahr (2024) eintragen (nur bei entsprechender großer Wichtigkeit). Für Beispiele siehe die schon vorhandenen Artikel.
Außerdem über die fünf zuletzt Verstorbenen, zu denen es einen ausreichend guten Artikel für eine Präsentation auf der Hauptseite gibt, nach der todesbedingten Überarbeitung der Artikel ggf. auch unter Wikipedia Diskussion:Hauptseite informieren und sie am besten auch in den anderen Wikipedia-Sprachversionen eintragen. Tipp: Regelmäßig bei news.google.de nach „ist tot“, „gestorben“ oder „verstorben“ suchen.
Wenn eine Person gestorben ist, gibt es viele Seiten zu dieser Person in der Wikipedia, die davon auch betroffen sind und entsprechend aktualisiert werden müssen. Beispiele: Namenübersichtsseite, Geburtsjahr, Geburtsort-Seiten und viele mehr.
Wie finde ich die betroffenen Seiten?
Im Suchfeld auf der linken Seite gibt man den Suchbegriff so ein: „Vorname Nachname“. Dann klickt man auf Volltext und alle Seiten mit entsprechendem Suchtext werden aufgerufen. Hier sieht man dann schnell, wo auch das Todesjahr Sinn macht oder sogar ein Teil des Artikels angepasst werden muss. Auch hilft das „Werkzeug“ auf der linken Seite sehr gut, um solche Seiten aufzufinden: „Links auf diese Seite“. Somit ist die Wikipedia wieder aktuell in allen Bereichen! Hinweis: bei Eintragung der Kategorie „Gestorben JAHR“ wird der Missbrauchsfilter 49 ausgelöst, was jedoch nicht schlimm ist. Siehe: Spezial:Missbrauchsfilter/49
Dies ist eine Liste von im Jahr 1554 verstorbenen bekannten Persönlichkeiten. Die Einträge erfolgen innerhalb der einzelnen Daten alphabetisch sortiert. Tiere sind im Nekrolog für Tiere zu finden.

## Januar
| Tag        | Name                       | Beruf, bekannt als                           | Alter | Beleg |
| ---------- | -------------------------- | -------------------------------------------- | ----- | ----- |
| 2. Januar  | Johann Manuel von Portugal | Thronfolger von Portugal                     | 16    |       |
| 16. Januar | Ambrosius Moibanus         | evangelischer Theologe und Reformator        | 59    |       |
| 16. Januar | Christiern Pedersen        | dänischer Humanist und Schriftsteller        |       |       |
| 20. Januar | Johann von Heydeck         | württembergischer und kursächsischer General |       |       |

## Februar
| Tag         | Name                           | Beruf, bekannt als                                                  | Alter | Beleg |
| ----------- | ------------------------------ | ------------------------------------------------------------------- | ----- | ----- |
| 2. Februar  | Georg Schilling von Cannstatt  | deutscher Ordensritter (Malteserorden), Heerführer und Reichsfürst  |       |       |
| 5. Februar  | Johann Scheffel                | deutscher Schulmann, Jurist, Ratsherr und Bürgermeister von Leipzig | 52    |       |
| 6. Februar  | Arnold von Bruck               | Komponist und Kapellmeister                                         |       |       |
| 12. Februar | Guildford Dudley               | Ehemann der Lady Jane Grey, Königin von England und Irland          |       |       |
| 12. Februar | Jane Grey                      | Königin von England                                                 |       |       |
| 17. Februar | Johann Ghogreff                | deutscher Humanist und Kanzler von Jülich-Kleve-Berg                |       |       |
| 21. Februar | Hieronymus Bock                | deutscher Botaniker, Arzt und lutherischer Prediger                 |       |       |
| 21. Februar | Sibylle von Jülich-Kleve-Berg  | älteste Tochter von Herzog Johann III., Kurfürstin von Sachsen      | 41    |       |
| 23. Februar | Henry Grey, 1. Duke of Suffolk | englischer Adliger, Vater der Lady Jane Grey                        | 37    |       |
| 24. Februar | Philip van Wilder              | franko-flämischer Komponist und Lautenist                           |       |       |

## März
| Tag      | Name                          | Beruf, bekannt als                       | Alter | Beleg |
| -------- | ----------------------------- | ---------------------------------------- | ----- | ----- |
| 1. März  | Christoph Ering               | Prediger                                 |       |       |
| 3. März  | Johann Friedrich I.           | sächsischer Kurfürst und Herzog          | 50    |       |
| 10. März | Bernhardin I. von Herberstein | Reichsfreiherr zu Neuberg und Gutenhag   |       |       |
| 14. März | Christoph von Leuchtenberg    | deutscher Reiteroberst                   |       |       |
| 15. März | Margaretha von Waldeck        | Grafentochter                            |       |       |
| 24. März | Rodolfo II. Baglioni          | Condottiere und letzter Herr von Perugia | 35    |       |
| 25. März | Giovanni Battista Belluzzi    | san-marinesischer Architekt              | 47    |       |

## April
| Tag       | Name                         | Beruf, bekannt als                                            | Alter | Beleg |
| --------- | ---------------------------- | ------------------------------------------------------------- | ----- | ----- |
| 2. April  | Gottfried Werner von Zimmern | deutscher Schriftsteller                                      | 70    |       |
| 6. April  | Ludwig Fachs                 | deutscher Jurist und Bürgermeister von Leipzig                | 57    |       |
| 11. April | William Thomas               | englischer Gelehrter und Teilnehmer an der Wyatt-Verschwörung |       |       |
| 11. April | Thomas Wyatt                 | britischer Rebellenführer zur Zeit Maria I.                   | 32    |       |
| 14. April | Ludwig Bär                   | katholischer Theologe und Humanist                            | 74    |       |
| 18. April | Johann Lindemann             | deutscher evangelischer Theologe                              |       |       |
| 18. April | David Lyndsay                | schottischer Dichter                                          |       |       |
| 20. April | Francesco Bissolo            | venezianischer Maler der italienischen Renaissance            |       |       |
| 23. April | Gaspara Stampa               | italienische Dichterin und Kurtisane                          |       |       |

## Mai
| Tag     | Name                    | Beruf, bekannt als                                                 | Alter | Beleg |
| ------- | ----------------------- | ------------------------------------------------------------------ | ----- | ----- |
| 4. Mai  | Johann Eck              | evangelischer Theologe und fränkischer Reformator                  |       |       |
| 19. Mai | Heinrich IV. von Plauen | Heerführer, Kanzler des Königreichs Böhmen und Burggraf von Meißen |       |       |
| 21. Mai | Juan de Saavedra        | spanischer Konquistador                                            |       |       |
| 31. Mai | Marcantonio Trevisan    | Doge von Venedig                                                   |       |       |

## Juni
| Tag      | Name               | Beruf, bekannt als                            | Alter | Beleg |
| -------- | ------------------ | --------------------------------------------- | ----- | ----- |
| 3. Juni  | Benedikt Fischer   | evangelischer Pfarrer in Schlesien            |       |       |
| 6. Juni  | Hieronymus Schurff | deutscher Jurist                              | 73    |       |
| 19. Juni | Sixtus Birck       | deutscher Dramatiker und Kirchenliederdichter | 53    |       |
| 19. Juni | Philipp II.        | Graf von Saarbrücken                          | 44    |       |
| 28. Juni | Leone Strozzi      | Diplomat des Malteserordens                   | 38    |       |

## Juli
| Tag      | Name               | Beruf, bekannt als | Alter | Beleg |
| -------- | ------------------ | ------------------ | ----- | ----- |
| 19. Juli | Sebastian Neidhart | deutscher Kaufmann |       |       |

## August
| Tag        | Name                              | Beruf, bekannt als                                       | Alter | Beleg |
| ---------- | --------------------------------- | -------------------------------------------------------- | ----- | ----- |
| 8. August  | Theobald Billicanus               | deutscher Theologe, Jurist und Reformator                |       |       |
| 16. August | Paul Wiener                       | evangelischer Geistlicher und Reformator in Siebenbürgen |       |       |
| 22. August | Francisco Vásquez de Coronado     | spanischer Conquistador                                  |       |       |
| 25. August | Thomas Howard, 3. Duke of Norfolk | englischer Politiker im Kabinett von Heinrich VIII.      |       |       |
| 26. August | Dietrich Loher                    | Kartäuser, Prior, Theologe, Mystiker                     |       |       |

## September
| Tag           | Name                | Beruf, bekannt als                                          | Alter | Beleg |
| ------------- | ------------------- | ----------------------------------------------------------- | ----- | ----- |
| 21. September | Alessandro Campeggi | italienischer Kardinal                                      | 50    |       |
| September     | Matthias Apiarius   | schweizerisch-deutscher Buchdrucker, Komponist und Topograf |       |       |

## Oktober
| Tag         | Name                          | Beruf, bekannt als                                 | Alter | Beleg |
| ----------- | ----------------------------- | -------------------------------------------------- | ----- | ----- |
| 1. Oktober  | Jörg Herz                     | deutscher Goldschmied und Münzmeister von Nürnberg |       |       |
| 11. Oktober | Reinhard von Hanau-Münzenberg | hessischer Adliger                                 | 26    |       |
| 29. Oktober | Rosine von Baden              | badische markgrafliche Prinzessin                  | 67    |       |

## November
| Tag          | Name            | Beruf, bekannt als                    | Alter | Beleg |
| ------------ | --------------- | ------------------------------------- | ----- | ----- |
| 25. November | Johann Riebling | evangelischer Theologe und Reformator |       |       |

## Dezember
| Tag          | Name               | Beruf, bekannt als                | Alter | Beleg |
| ------------ | ------------------ | --------------------------------- | ----- | ----- |
| 20. Dezember | Elert Esich        | Bremer Ratsherr und Bürgermeister |       |       |
| Dezember     | Alessandro Moretto | italienischer Maler und Freskant  |       |       |

## Datum unbekannt
| Tag | Name                                    | Beruf, bekannt als                                                                                    | Alter | Beleg |
| --- | --------------------------------------- | --- | ----- | ----- |
|     | Alvise Bassano                          | italienischer Musiker                                                                                 |       |       |
|     | Bou Hassoun                             | Regent der Wattasiden (1524–1554)                                                                     |       |       |
|     | Hans Brosamer                           | deutscher Maler, Kupferstecher, Formschneider und Zeichner                                            |       |       |
|     | Pedro de Cieza de León                  | spanischer Conquistador, Chronist und Historiker Perus                                                |       |       |
|     | Philipp II. von Daun-Falkenstein        | deutscher Subdiakon                                                                                   |       |       |
|     | Sigismund Gelenius                      | böhmischer Philologe                                                                                  |       |       |
|     | Hans Gerle                              | deutscher Lautenist und Komponist                                                                     |       |       |
|     | Maurus Huggelmeier                      | Abt des Benediktinerklosters Liesborn (1550–1554)                                                     |       |       |
|     | Bernhard I. Göler von Ravensburg        | Reichsritter und Amtmann                                                                              |       |       |
|     | Josel von Rosheim                       | Rabbiner                                                                                              |       |       |
|     | Guillaume de La Perrière                | französischer Schriftsteller, Chronist, Moralist und Emblematiker                                     |       |       |
|     | Johann Lair                             | Gründer der ersten Universitätsdruckerei in Cambridge, England                                        |       |       |
|     | Mikyö Dorje                             | achter Lama in der Inkarnationsreihe der Karmapas                                                     |       |       |
|     | Ulrich Morhart                          | deutscher Buchdrucker                                                                                 |       |       |
|     | John Palsgrave                          | englischer Gelehrter                                                                                  |       |       |
|     | Penchen Sönam Dragpa                    | tibetischer Gelehrter und Geistlicher der Gelug-Schule des tibetischen Buddhismus, Großabt von Ganden |       |       |
|     | Eucharius Rösslin der Jüngere           | deutscher Arzt                                                                                        |       |       |
|     | Giovanni Francesco Rustici              | italienischer Bildhauer                                                                               |       |       |
|     | Sebastian Scheel                        | Maler                                                                                                 |       |       |
|     | Jacob Schenck                           | evangelischer Theologe und Reformator                                                                 |       |       |
|     | Heinrich Scheve                         | deutscher Humanist und römisch-katholischer Geistlicher                                               |       |       |
|     | Diego de San Francisco Tehuetzquititzin | Gouverneur und Tlatoani von Tenochtitlan                                                              |       |       |
|     | Caspar Volland                          | Jurist und Hochschullehrer                                                                            |       |       |
|     | Hugh Willoughby                         | englischer Seefahrer und Expeditionsleiter                                                            |       |       |